# Platanistia
Platanistia (gr. Πλατανίστεια) – wieś w Republice Cypryjskiej, w dystrykcie Limassol. W 2011 roku liczyła 45 mieszkańców.